# Brachyacma
Mesophleps là một chi bướm đêm thuộc họ Gelechiidae.

## Hình ảnh

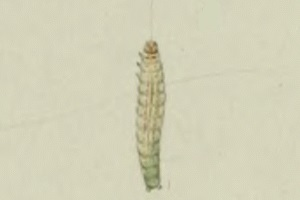
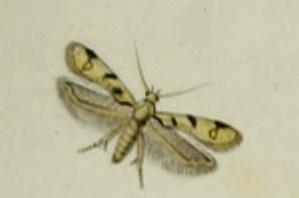
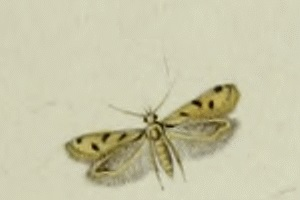
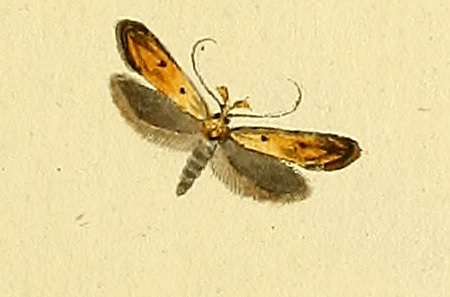